# Aek Bargot (Sosopan)
Aek Bargot is een bestuurslaag in het regentschap Padang Lawas van de provincie Noord-Sumatra, Indonesië. Aek Bargot telt 799 inwoners (volkstelling 2010).